# ルンゴテヴェレ・デ・チェンチ

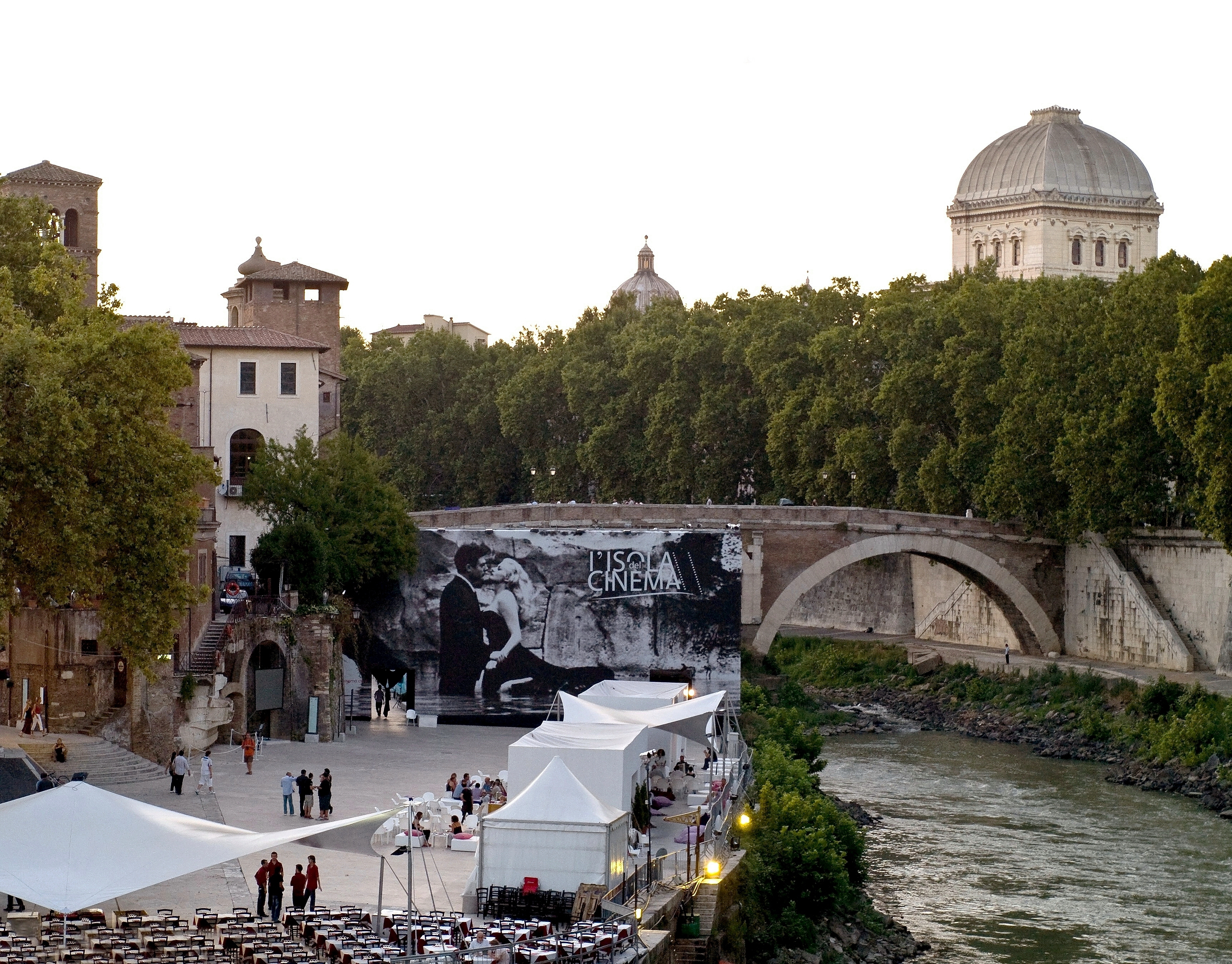
ティベレ島から見たルンゴテヴェレ

ルンゴテヴェレ・デ・チェンチ （Lungotevere_De'_Cenci）は、ローマのリオニ、サンタンジェロ、レゴーラにあるガリバルディ橋とファブリチョ橋を結ぶルンゴテヴェレの区間。

## 解説
ルンゴテヴェレは、ルネッサンス時代のローマの悲劇的な物語の主人公チェンチ家（イタリア語版）にちなんで名付けられた。
カピトリーノの丘とテヴェレ島の間に位置している。 主要なランドマークとしては、近代的なローマのシナゴーグ、 ローマのユダヤ人コミュニティの博物館が併設されており、テンピオ通りの角にはヴィッリーノ・アステンゴがあり、 1914年にアールヌーボー様式で建てられた。 設計者はエツィオ・ガローニ、ヴィラの装飾はジュゼッペ・ジーナが担当した。